# Тренер (фільм, 1969)
«Тренер» — радянський художній спортивний фільм 1969 року. Сценарист фільму Олександр Лапшин — в минулому тренер з гімнастики, також є автором сценаріїв спортивних фільмів «Право на стрибок» (1972) і «Чудо з кісками» (1974).

## Сюжет
Новий тренер з гімнастики, що приїхав в сибірське містечко, для того, щоб його вихованці повірили в себе, йде на ризиковане рішення — на важливих змаганнях він замінює ними сильних спортсменів…

## У ролях
- Валерій Рижаков —  Інокентій Сосновський, тренер
- Дмитро Сосновський —  Ваня Сидоркин
- Андрій Харибін —  Вітя Кулешов
- Леонід Базуткін —  Іллюша Гусаков
- Сергій Євсюнін —  Клим Климич
- Олексій Чернов —  сліпий батько гімнаста
- Наталія Ричагова —  молода вчителька
- Марія Виноградова —  класний керівник
- Борис Гітін —  старший тренер
- Вадим Захарченко —  директор спортшколи
- Володимир Піцек —  комендант спортшколи
- Віра Алтайська —  тітка Саша

## Знімальна група
- Режисер:  Яків Базелян
- Сценарій:  Олександр Лапшин
- Оператор: Валерій Базильов
- Художник: Борис Комяков
- Композитор: Олексій Муравльов